# Guoyang
Guoyang (chiń. upr. 涡阳县; chiń. trad. 渦陽縣; pinyin Guōyáng Xiàn) – powiat w środkowej części prefektury miejskiej Bozhou w prowincji Anhui w Chińskiej Republice Ludowej. Liczba mieszkańców powiatu, w 1999 roku, wynosiła 1 341 121.